# Йото
Префектура Йо́то (фр. Prefecture Yoto) — одна із 8 префектур у складі Приморського регіону Тоголезької Республіки. Адміністративний центр — місто Таблігбо.

## Населення
| 2000    | 2002    | 2003    | 2004    | 2005    | 2006    | 2010    |
| ------- | ------- | ------- | ------- | ------- | ------- | ------- |
| 142 000 | 148 000 | 151 000 | 155 000 | 158 000 | 161 000 | 165 596 |

## Склад
До складу префектури входять 12 кантонів і комуна Таблігбо:
| №  | Кантон            | Площа, км² | Населення, осіб (2010) | Центр         |
| -- | ----------------- | ---------- | ---------------------- | ------------- |
| 1  | Амуссіме          | -          | -                      | Амуссіме      |
| 2  | Ахепе             | -          | -                      | Ахепе         |
| 3  | Гбото             | -          | -                      | Гбото         |
| 4  | Ессе-Годжін       | -          | -                      | Ессе-Годжін   |
| 5  | Зафі              | -          | -                      | Зафі          |
| 6  | Кіні-Конджі       | -          | -                      | Кіні-Конджі   |
| 7  | Куве              | -          | -                      | Куве          |
| 8  | Седоме            | -          | -                      | Седоме        |
| 9  | Таблігбо (кантон) | -          | -                      | Таблігбо      |
| 10 | Таблігбо (комуна) | -          | 22 304                 | Таблігбо      |
| 11 | Токплі            | -          | -                      | Токплі        |
| 12 | Тометі-Конджі     | -          | -                      | Тометі-Конджі |
| 13 | Чекпо             | -          | -                      | Чекпо         |